# 林明
林明，也稱雙溪林明，是馬來西亞彭亨州关丹县的一個城镇。该城镇曾经以其世界最大规模地下锡矿场而闻名于世。

## 历史
于1866年，英国公司“彭亨矿业公司”获得林明转让土地租借权，由于资金问题，该公司另外组成公司“彭亨集团有限公司”，并于1888年9月1日于苏丹重签80年的租借合约，土地面积是2000平方里，后来该公司于1906年结束业务，将租借权移交給彭亨州联合有限公司（Pahang Consolidated Company Limited），简称为PCCL，变成了英国的租借地。
2019年8月31日，林明发生开埠以来最严重火灾，逾30间百年老店屋付之一炬，被烧成废墟，2人死亡。